# Groupe militaire de haute montagne
Ne doit pas être confondu avec Groupe de haute montagne.
 (mars 2020).
 (mars 2020).
Le Groupe militaire de haute montagne (GMHM) est composé d'une dizaine de militaires, officiers, sous-officiers, et engagés volontaires de l'armée de terre française. Il constitue l'équipe de pointe de l'alpinisme et des expéditions lointaines de l'armée de terre.
Le groupe est chargé de recherche et d'expérimentation quant à la maîtrise de conditions physiques et climatiques extrêmes. Il participe également à la formation des troupes de montagne, et comprend une fonction de représentation à l'étranger.

## Historique
Les armées sont pionnières dans le domaine de l'exploration et de l'aventure, et particulièrement dans le domaine de la montagne. Le capitaine Clerc, du 159e bataillon d'infanterie alpine de Briançon, introduit la pratique du ski dans les armées en 1902, créant la première école de ski française. Plus tard, l'École militaire de haute montagne (EMHM), qui s'installe à Chamonix en 1932, est la première école nationale à délivrer l'enseignement de l'alpinisme.
Dans les années 1970 le général Laurens, commandant la toute nouvelle 27e division alpine et passionné par la montagne, comprenant que l'alpinisme de haut niveau demande du temps et des moyens, envisage de créer une structure adaptée avec « une élite d'alpinistes militaires capables de rivaliser avec les meilleurs dans le but de réaliser de grandes ascensions sur les massifs du monde entier ». Il confie cette mission au capitaine Jean Claude Marmier déjà célèbre pour ses premières (voie des Plaques en face Nord-Ouest de l'Ailefroide) et ses hivernales (éperon Croz avec Georges Nominé en 1971).
La sélection a lieu en septembre 1976. Le dernier jour, au refuge d'Argentière, le capitaine Marmier donne rendez-vous aux stagiaires le lendemain au refuge du Couvercle. Libre à eux de choisir une voie dans les faces Nord du Triolet, des Courtes, des Droites ou de la Verte. À l'issue de ce stage le GMHM est officiellement créé ; son effectif est alors fixé à dix.
Au cours de l'entraînement, le capitaine Marmier mène la vie rude à son équipe pour lui transmettre ses connaissances.

### 1976-1981: entraînement et aguerrissement dans l'arc alpin
Durant cette période, le Groupe parcourt l'arc alpin pour perfectionner les savoir-faire de base du montagnard. Rien n'est laissé au hasard, il faut faire des alpinistes polyvalents et performants dans tous les domaines avant d'envisager des expéditions plus lointaines. Beaucoup d'ascensions sont des premières ou des répétitions (les Drus face ouest directissime, Eiger voie John Harlin).

### 1981-1986: début des expéditions lointaines
Le Groupe mène déjà une première expédition en 1978 dans le massif de l'Apostolens au Groenland. Mais c'est en 1981 que débute vraiment cette période d'alpinisme d'expédition. La première en Himalaya sur l'Everest par le versant tibétain quasiment inconnu n'est pas couronnée de succès, même s'ils montent à 8 400 m, avec un objectif jugé sans doute trop élevé. Mais le Groupe fait ses armes et les années suivantes voient de nombreuses réussites, en terre de Baffin, au Thalay Sagar, en Alaska, au Kamet, à la face sud du Gyachung Kang.

### 1986-1993: expérimentation de la troisième dimension
En 1986, Jean Claude Marmier quitte le commandement du Groupe, pour prendre plus tard la présidence du Groupe de haute montagne puis de la FFME. Le capitaine Alain Estève le remplace, il connaît bien le Groupe puisqu'il y est entré dès sa création. Il est à l'origine d'aventures inédites et originales. Le GMHM expérimente le parapente, le deltaplane et la chute libre : décollage du sommet du mont Blanc à trois sous un deltaplane, vol à six sous un double parapente depuis le dôme du Goûter, etc. Mais les expéditions ne s'arrêtent pas pour autant. En 1984, le Groupe réalise son premier plus de « 8 000 », le Lhotse Shar. Un record mondial de vitesse à l'Aconcagua est à mettre à son actif en 1992.

### 1993-1999: le challenge des trois pôles
En 1993, à la suite de l'ascension de l'Everest (3e et 4e Français sans oxygène) et du Lhotse (première française), Alain Estève propose de poursuivre par l'exploration des deux pôles. En 1996, le pôle Nord est atteint après 970 kilomètres en autonomie complète. Le pôle Sud est atteint en 1999 après 1 350 kilomètres de raid, toutefois sans le commandant Estève victime d'une chute mortelle en Norvège. C'est donc une première mondiale pour le sergent-chef Cayrol, l'adjudant-chef Bernard et le lieutenant de Choudens qui atteignent les « trois pôles ».

### 2000-2004: le retour à la montagne
Après cette période tournée vers les raids polaires, coûteuse en temps et en moyens, il a fallu trouver de nouveaux objectifs. Il a été décidé de revenir vers l'alpinisme et vers la haute altitude. En 2001, c'est l'ouverture d'une voie en terre de Baffin sur le pic Alain Estève et la deuxième ascension du mont Ross aux îles Kerguelen, 25 ans après l'expédition de la FFME.
En 2002, le Groupe réalise plusieurs ouvertures dans le massif de Garhwal en Inde (Arwa Tower, Arwa Spire, Arwa Crest) ainsi que l'ascension du Minya Konka (7 556 m) en Chine. L'accident qui coûte la vie au lieutenant Renard et au capitaine de Choudens au Shishapangma, en 2003, met fin à cette période. À partir de 2005, c'est donc une nouvelle période qui commence avec le challenge des 7.

### 2005-2010: le challenge des 7 continents
« 7 alpinismes, 7 continents » : le Groupe s'est fixé pour objectif d'illustrer les différentes pratiques actuelle de l'alpinisme (découpé en 7 disciplines) à l'occasion d'expéditions aux quatre coin du monde. C'est dans le cadre de ce projet que le GMHM part au Mali en janvier 2005 pour ouvrir 7 voies (escalade libre) sur la Main de Fatma et le mont Hombori, puis en Patagonie chilienne, à l'automne de cette même année, dans le massif du San Lorenzo, où le Groupe ouvre une voie sur le Hombro-Norte (escalade mixte).

### 2011: traversée de la cordillère de Darwin
C'est le projet exploratoire des dernières années ; le GMHM doit se remettre en question afin de pouvoir se confronter à la difficulté de cette traversée. C'est grâce à la dynamique de groupe ainsi qu'à une préparation minutieuse que cette expédition un peu hors du commun a pu réussir. Cette traversée est une première mondiale qui a donné un film largement récompensé dans les festivals : Sur le fil de Darwin.

### 2012: Kamet
Six mois après le retour de Darwin, le groupe avec une équipe de 4 alpinistes, part en Inde pour renouer avec le Kamet. Le groupe avait déjà ouvert une voie en style himalayen du temps de Jean-Claude Marmier. Premier retour depuis quelques années vers la haute altitude, la voie ouverte, « Spicy game », est un succès et fait l'objet d'une nomination aux Piolets d'or. Ce retour à la haute altitude a un objectif : tenter de gravir un 8 000 m en style alpin avant d'ouvrir une voie sur l'un de ces 14 sommets.

### 2013-2014: Shishapangma
Le Groupe retourne ainsi au Shishapangma, théâtre du drame qui a ébranlé le groupe dix ans plus tôt. Néanmoins, 2013 n'est pas la bonne année, trop de divergences de motivation au sein de l'équipe et surtout des conditions météo dantesques (plus de deux mètres de neige sont tombés en une journée) contraignent le Groupe à battre en retraite. C'est au printemps suivant qu'une équipe de quatre alpinistes repart vers cette montagne. Cette fois-ci est la bonne, l'équipe répète en style alpin la voie Scott Mac Intyre (1982) en face Sud. C'est la première fois que le Groupe parvient à gravir un 8 000 m en style alpin.

### 2015: face Sud de l'Annapurna
Fort de l'expérience accumulée durant ce cycle de haute altitude, le Groupe se remet à nouveau en question en essayant un nouveau protocole d'entraînement pour un projet d'ampleur : ouvrir une voie en style alpin dans la face sud de l'Annapurna. Après un an d'entraînement intense et de sacrifices pour l'équipe Annapurna, la montagne et une météo trop chaude ne leur permettent pas de pouvoir s'exprimer dans cette immense face de presque 3 000 m de haut. S'ensuit alors une phase de remise en question qui débouche sur des aspirations différentes au sein du Groupe. C'est pourquoi plusieurs départs différents en expédition voient le jour en 2016.